# Aban (cráter)
Aban es un cráter de impacto del planeta Marte situado a 16.1° Norte y 249° Oeste (15.9° Norte y 111° Este). El impacto causó un abertura de 4,2 kilómetros de diámetro en la superficie del cuadrángulo MC-14NW del planeta. El nombre fue aprobado en 1988 por la Unión Astronómica Internacional en honor a la localidad rusa de Aban.